# Diospyros mabolo
Diospyros mabolo là một loài thực vật có hoa trong họ Thị. Loài này được (Poir.) Lindl. mô tả khoa học đầu tiên năm 1828.